# Solon Jonas Longhi
Solon Jonas Longhi ( 1949) es un ing. forestal, botánico, curador, y profesor brasileño.
Graduado en Ingeniería Forestal por la Universidad Federal de Santa María (1974), la maestría en ciencias forestales por la Universidad Federal de Paraná (1979) y un doctorado en Silvicultura por la misma casa de altos estudios (1996). Actualmente es profesor de la Universidad Federal de Santa Maria. Tiene experiencia en el área de Recursos Forestales y de Ingeniería Forestal, con énfasis en Dendrología y Fitosociología, actuando sobre los siguientes temas: fitosociología y dinámica de bosques, bosque caducifolio, especies forestales, bosques umbrófilas mixtas, inventario forestal y restauración de bosques de ribera y áreas degradadas.

## Algunas publicaciones
- kelen p. SOARES, solon j. LONGHI, l. WITECK NETO, l.c. ASSIS. 2014. Palmeiras (Arecaceae) no Rio Grande do Sul, Brasil. Rodriguésia 65: 113-139

- l. SILVA, q. GARLET, s. BENOVIT, g. DOLCI, c. MALLMANN, m.b. BURGER, b. BALDISSEROTTO, solon j. LONGHI, b.m. HEINZMANN. 2014. Sedative and anesthetic activities of the essential oils of Hyptis mutabilis (Rich.) Briq. and their isolated components in silver catfish (Rhamdia quelen). Brazilian J. of Medical and Biological Res. 46: 771-779

## Honores

### Membresías
- de la Sociedad Botánica del Brasil[3]

- Plantas do Nordeste[4]

- La abreviatura «S.J.Longhi» se emplea para indicar a Solon Jonas Longhi como autoridad en la descripción y clasificación científica de los vegetales.[5]